# Fucecchio
Fucecchio é uma comuna italiana da região da Toscana, província de Florença, com cerca de 21.111 habitantes. Estende-se por uma área de 65 km², tendo uma densidade populacional de 325 hab/km². Faz fronteira com Altopascio (LU), Castelfranco di Sotto (PI), Cerreto Guidi, Chiesina Uzzanese (PT), Larciano (PT), Ponte Buggianese (PT), San Miniato (PI), Santa Croce sull'Arno (PI).

## Demografia
| Variação demográfica do município entre 1861 e 2011                               |
|                                                                                   |
| Fonte: Istituto Nazionale di Statistica (ISTAT) - Elaboração gráfica da Wikipedia |